# 韋嵩
韋嵩（1420年—？），字宗嶽，廣西慶遠府宜山縣人，明朝政治人物。同進士出身。

## 生平
景泰元年（1450年）庚午科廣西鄉試第一名。天順元年（1457年）丁丑科會試第四十名，殿試登進士第三甲第九十八名。

## 家族
曾祖韋子盛。祖父韋隆德，曾任知縣。父亲韋誠，曾任教諭。